# 贝聚勒盖里
贝聚勒盖里（法語：Bézu-le-Guéry，法語發音：[bezy lə ɡeʁi]）是法国上法兰西大区埃纳省的一个市镇，属于蒂耶里堡区。

## 地理
贝聚勒盖里（49°0'28"N, 3°13'30"E）面积11.1 平方千米，位于法国上法蘭西大區埃纳省，该省份为法国北部内陆省份，北起北部省，西接索姆省和瓦兹省，东临阿登省和马恩省，西南至塞纳-马恩省，东北部与比利时接壤。
与贝聚勒盖里接壤的市镇（或旧市镇、城区）包括：库普吕、马恩河畔克鲁特、栋普坦、奥尔苏瓦地区马里尼、蒙特勒伊欧利翁、维利耶圣但尼、马恩河畔梅里、马恩河畔楠特伊、圣奥尔德。

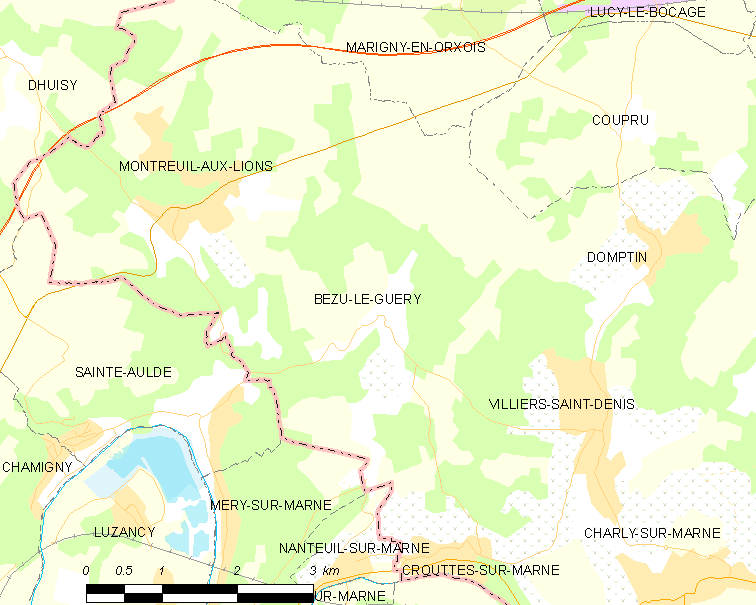
贝聚勒盖里的OSM定位图

贝聚勒盖里的时区为UTC+01:00、UTC+02:00（夏令时）。

## 行政
贝聚勒盖里的邮政编码为02310，INSEE市镇编码为02084。

## 政治
贝聚勒盖里所属的省级选区为马恩河畔埃索姆县。

## 人口

1962-2008年间贝聚勒盖里人口变化图示

贝聚勒盖里于2022年1月1日时的人口数量为250人。